# Metharpinia protuberantis
Metharpinia protuberantis is een vlokreeftensoort uit de familie van de Phoxocephalidae. De wetenschappelijke naam van de soort is voor het eerst geldig gepubliceerd in 2001 door Alonso de Pina.